# Stenotarsus commodus
Stenotarsus commodus là một loài bọ cánh cứng trong họ Endomychidae. Loài này được Blackburn miêu tả khoa học năm 1895.